# Bahnstrecke Ilmenau–Großbreitenbach
| |                      |                            |                            |
| Streckennummer (DB): | 6695                 |                            |                            |
| Kursbuchstrecke (DB): | 164 (1934)           |                            |                            |
| Streckenlänge: | 20,6 km              |                            |                            |
| Spurweite: | 1435 mm (Normalspur) |                            |                            |
| Maximale Neigung: | 33 ‰                 |                            |                            |
| Minimaler Radius: | 200 m                |                            |                            |
| |                      |                            |                            |
| \| \| \| von Plaue \| \| \| \| 0,00 \| Ilmenau \| 478 m \| \| \| \| nach Schleusingen \| \| \| \| 0,30 \| Ilm \| Ilm \| \| \| 1,95 \| Grenzhammer \| 463 m \| \| \| 1,98 \| Schorte \| Schorte \| \| \| 3,74 \| Langewiesen (Thür) \| 450 m \| \| \| 7,76 \| Gehren (Thür) Stadt \| 478 m \| \| \| \| \| \| \| \| \| Beginn Neutrassierung 1927 \| \| \| \| 8,36 \| Gehren (Thür) \| 481 m \| \| \| 9,18 \| B 88, Wohlrose \| B 88, Wohlrose \| \| \| \| Ende Neutrassierung 1927 \| \| \| \| 13,65 \| Möhrenbach \| 629 m \| \| \| 17,26 \| Neustadt-Gillersdorf \| 695 m \| \| \| 20,58 \| Großbreitenbach (Thür) \| 663 m \| |                      |                            |                            |
| Strecke |                      | von Plaue                  | von Plaue                  |
| Bahnhof | 0,00                 | Ilmenau                    | 478 m                      |
| Abzweig ehemals geradeaus und nach rechts |                      | nach Schleusingen          | nach Schleusingen          |
| Brücke über Wasserlauf (Strecke außer Betrieb) | 0,30                 | Ilm                        | Ilm                        |
| Bahnhof (Strecke außer Betrieb) | 1,95                 | Grenzhammer                | 463 m                      |
| Brücke über Wasserlauf (Strecke außer Betrieb) | 1,98                 | Schorte                    | Schorte                    |
| Bahnhof (Strecke außer Betrieb) | 3,74                 | Langewiesen (Thür)         | 450 m                      |
| Haltepunkt / Haltestelle (Strecke außer Betrieb) | 7,76                 | Gehren (Thür) Stadt        | 478 m                      |
| Verschwenkung von rechts (Strecke außer Betrieb) |                      |                            |                            |
| Strecke von links (außer Betrieb) · Abzweig geradeaus und von rechts (Strecke außer Betrieb) |                      | Beginn Neutrassierung 1927 | Beginn Neutrassierung 1927 |
| Strecke (außer Betrieb) · Bahnhof (Strecke außer Betrieb) | 8,36                 | Gehren (Thür)              | 481 m                      |
| Brücke über Wasserlauf (Strecke außer Betrieb) · Brücke über Wasserlauf (Strecke außer Betrieb) | 9,18                 | B 88, Wohlrose             | B 88, Wohlrose             |
| Verschwenkung nach links (Strecke außer Betrieb) · Verschwenkung nach rechts (Strecke außer Betrieb) |                      | Ende Neutrassierung 1927   | Ende Neutrassierung 1927   |
| Haltepunkt / Haltestelle (Strecke außer Betrieb) | 13,65                | Möhrenbach                 | 629 m                      |
| Bahnhof (Strecke außer Betrieb) | 17,26                | Neustadt-Gillersdorf       | 695 m                      |
| Kopfbahnhof Streckenende (Strecke außer Betrieb) | 20,58                | Großbreitenbach (Thür)     | 663 m                      |

Die Bahnstrecke Ilmenau–Großbreitenbach war eine eingleisige, nicht elektrifizierte Nebenbahn im Ilm-Kreis in Thüringen. Die knapp 21 km lange Strecke wurde in zwei Abschnitten eröffnet. Das erste 1881 dem Verkehr übergebene Teilstück führte von Ilmenau über Langewiesen nach Gehren; dort schloss sich die 1883 eröffnete Verlängerung nach Großbreitenbach an.
Erbaut als Staatsbahn des Fürstentums Schwarzburg-Sondershausen wurde die Strecke bald an Herrmann Bachstein verkauft; die Betriebsführung der Privatbahn übernahm zunächst die Centralverwaltung für Secundairbahnen Herrmann Bachstein, ab 1921 dann die Süddeutsche Eisenbahn-Gesellschaft. Nach dem Zweiten Weltkrieg wurde die Strecke verstaatlicht; fortan war die Deutsche Reichsbahn für die Betriebsdurchführung zuständig. Im Güterverkehr gehörten neben mehreren Glashütten auch holzverarbeitende Betriebe zu den größten Kunden; der Personenverkehr bestand vor allem aus Berufsverkehr in Richtung Ilmenau sowie aus Urlaubern, die den Thüringer Wald bereisten.
Der Niedergang der Strecke begann mit der Wende 1989/90, der Verkehr brach fast vollständig zusammen. 1997 wurde der Bahnverkehr eingestellt, 1998 erfolgte die Streckenstilllegung. Heute verläuft auf der Trasse ein Radweg.

## Geschichte

### Vorgeschichte und Bau bis Gehren
Erste Bestrebungen für einen Eisenbahnanschluss im Fürstentum Schwarzburg-Sondershausen gab es bereits in den 1860er Jahren, als sich in Arnstadt ein Komitee zusammenfand, dem weitere Gründungen in anderen Städten – u. a. in Gehren, Ilmenau und Langewiesen – folgten. Schon bald beschäftigte man sich mit Vermessungen für die Strecken Dietendorf–Arnstadt–Ilmenau–Saalfeld sowie Ilmenau–Suhl–Grimmenthal. Auf Grundlage dieser Ergebnisse wollte die Nordhausen-Erfurter-Eisenbahn-Gesellschaft (ThEG) eine Strecke bauen. Wie auch spätere Projekte scheiterte das Vorhaben jedoch. Allerdings eröffnete die Thüringische Eisenbahn-Gesellschaft schon 1867 die Stichbahn Dietendorf–Arnstadt, worauf ab sofort Arnstadt der Ausgangspunkt aller weiteren Projekte wurde. Alle Vorhaben zielten entweder auf einen Anschluss Saalfelds oder in Richtung Meiningen/Schweinfurt über Ilmenau und Suhl ab.
Zunächst konnte man sich nicht über die Trassenführung für die überregionale Strecke einigen. Dadurch erhielten zahlreiche Orte anderweitig einen Bahnanschluss. So bekam Saalfeld 1871 durch die Bahnstrecke Gera–Eichicht eine Bahnverbindung. Ein weiterer Teil der geplanten Verbindung über den Thüringer Wald bis nach Schweinfurt wurde 1874 mit der Bahnstrecke Schweinfurt–Meiningen eröffnet. Immerhin eröffnete die ThEG Arnstadt–Ilmenau 1879 eine Verlängerung ihrer Strecke Neudietendorf–Arnstadt. Der Verwaltungsbezirk Gehren des Fürstentums Schwarzburg-Sondershausen blieb aber noch immer ohne Bahnanschluss; auch verbesserten sich die Verkehrsverhältnisse kaum, da alle Waren weiterhin aufwendig per Fuhrwerk über die Straße transportiert werden mussten. Zwar wurde die Strecke nach Ilmenau von vornherein auf einen zweigleisigen Ausbau und die Verlängerung bis Saalfeld ausgelegt; die ThEG lehnte einen Weiterbau aber ab, da sie sich von dem Vorhaben keinen Nutzen versprach. Mittlerweile war auch die den Thüringer Wald querende Bahnstrecke Plaue–Ritschenhausen(–Meiningen) von der Preußischen Staatseisenbahnen in Angriff genommen worden. Der Verwaltungsbezirk Gehren drohte, verkehrstechnisch immer mehr ins Hintertreffen zu geraten. Daher wollte die Regierung in Sondershausen nun eine Bahn auf eigene Kosten bauen, obwohl sie zuvor bei anderen Bahnprojekten Zuschüsse bestenfalls unter hohen Auflagen vergeben wollte.
Zunächst wurden im September 1880 nur die Vorarbeiten für die Strecke von Ilmenau nach Gehren ausgeschrieben, wo sich dann eine Schmalspurbahn über Großbreitenbach nach Schwarzmühle anschließen sollte. Dabei setzte sich Herrmann Bachstein gegen mehrere Mitbewerber wie Ferdinand Pleßner durch. Die nun geplante normalspurige Lokalbahn nach Gehren sollte 450.000 Mark kosten. Da die ersten rund zwei Kilometer im Staatsgebiet des Großherzogtums Sachsen-Weimar-Eisenach lagen, musste für den Bahnbau ein entsprechender Staatsvertrag zwischen Schwarzburg-Sondershausen und Sachsen-Weimar-Eisenach geschlossen werden. Ein bereits 1876 geschlossener Staatsvertrag für die Strecke Arnstadt–Ilmenau enthielt eine zehnjährige Klausel über Bauzuschüsse für eine mögliche Verlängerung in Richtung des Schwarzatals. Daher wurde das Herzogtum Sachsen-Coburg-Gotha ebenfalls zum Vertragspartner, obwohl die neue Strecke das Gebiet des Herzogtums überhaupt nicht berührte. Ende April 1881 war endlich der Staatsvertrag von allen beteiligten Ländern unterzeichnet. Im Mai desselben Jahres schlossen Schwarzburg-Sondershausen und Bachstein einen Bau- und Betriebsvertrag ab. Da die Verlängerung bis 1886 nicht gebaut wurde, verfiel die Klausel, nach dem der Erbauer nicht nur Zuschüsse, sondern auch die Strecke Ilmenau–Gehren exklusive des Rollmaterials erhalten sollte. Beim Bau der Strecke wurde in Erwägung gezogen, in Richtung Königsee weiterzubauen, was allerdings nie realisiert wurde.

### Verlängerung bis Großbreitenbach
Schwarzburg-Sondershausen wünschte sich nun eine Verbindung nach Großbreitenbach, um die Entwicklung dieser Region voranzutreiben. Erneut übernahm Bachstein Bau und Betrieb. Obwohl der Bau erst im Sommer 1883 genehmigt wurde, konnte der 10,77 km lange Abschnitt Gehren–Großbreitenbach bereits am 2. Dezember 1883 eröffnet werden. Am 1. Juni 1884 kaufte Bachstein die komplette Strecke, da sie nicht die gewünschten Einnahmen brachte. Nach dem Kauf durch Bachstein entwickelte sich das Betriebsergebnis positiv; schon nach wenigen Jahren gehörte die Strecke zu den rentabelsten Bachsteins. Allerdings kam es durch die einfache Bauausführung mehrfach zu Nachbesserungen; die Anlagen wurden dem gestiegenen Verkehrsaufkommen angepasst und ausgebaut. 1895 wurde sie in die Süddeutsche Eisenbahn-Gesellschaft (SEG) eingegliedert und als Privatbahn betrieben. Die Betriebsführung übernahm weiterhin die Centralverwaltung für Secundairbahnen Herrmann Bachstein, das zunächst nur bis 1913 laufende Abkommen wurde später noch bis 1921 verlängert. Vor dem Ersten Weltkrieg hatte Preußen Interesse an einer Verstaatlichung der lukrativen Privatbahn, aufgrund des verlangten überteuerten Preises sah man aber von diesem Vorhaben ab.
Im Zuge der Projektierung der Eisenbahnstrecke zwischen Eisfeld und Schönbrunn (Schmalspur) war zunächst ein normalspuriger Ausbau vorgesehen. Auf Grundlage dieser Festlegung kam es am 28. Mai 1887 zur Planung für den Eisenbahnbau von Unterneubrunn (später Schönbrunn) bis Gillersdorf zum Anschluss an die Großbreitenbach-Gehrener Eisenbahn. Der Bau wurde ebenfalls nicht realisiert.

### Zwischen den beiden Weltkriegen
Schon während des Ersten Weltkrieges hatten sich die Betriebsverhältnisse immer weiter verschlechtert. Nach Kriegsende litt die Privatbahn vor allem unter Brennstoffmangel, da die Kohlenpreise immer weiter stiegen. Als Folge daraus wurde der Fahrplan ausgedünnt, teilweise verkehrte nur noch ein Zug pro Tag in jeder Richtung. Neben fehlenden Ersatzteilen bereiteten auch die Wasserversorgung für die Dampflokomotiven sowie die stark gestiegenen Lohn- und Materialkosten erhebliche Probleme. Die Betriebsführung wurde 1921 von der SEG selbst übernommen, die an den schlechten Bedingungen aber nichts ändern konnte. Immerhin begann man mit einer Modernisierung der Betriebsanlagen, die sich über mehrere Jahre hinzog.
Während der Weltwirtschaftskrise ging der Verkehr zwar ebenfalls zurück, allerdings war die Strecke Ilmenau–Großbreitenbach die Strecke mit den höchsten Betriebseinnahmen, während bei anderen Strecken der SEG teils erhebliche finanzielle Defizite entstanden. Zudem entwickelte sich ab den 1930er Jahren ein größerer Tourismus, von dem auch die Bahn mit ihrer Lage im Thüringer Wald profitierte.

### Nach dem Zweiten Weltkrieg

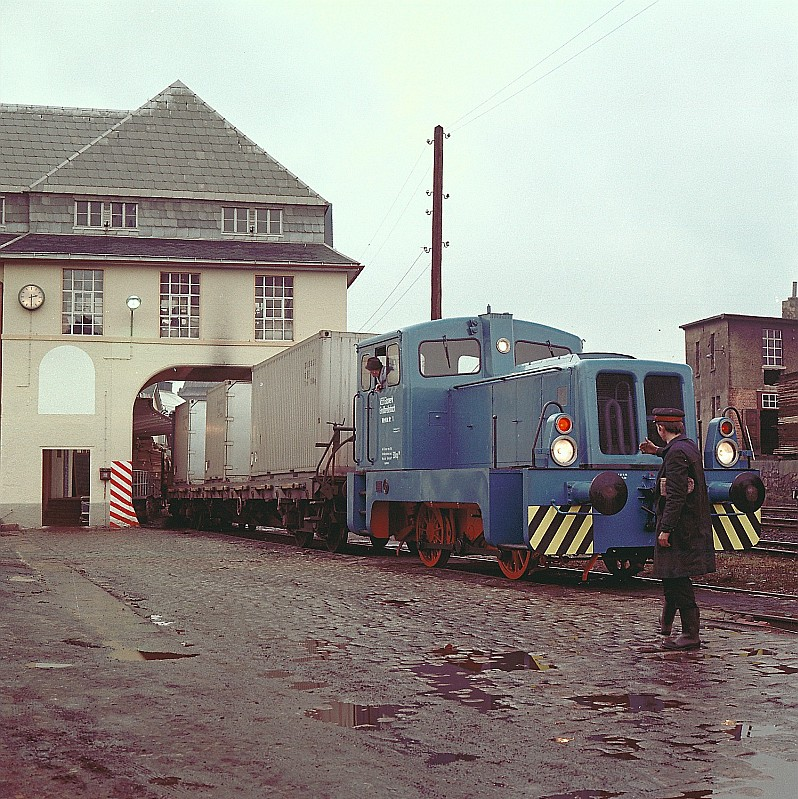
V 10 B des Glaswerks Großbreitenbach; der wichtigste Bahnkunde im Güterverkehr

Den Zweiten Weltkrieg überstand die Strecke – bis auf kleinere Schäden – weitgehend unbeschädigt. Spätestens Anfang April 1945 wurde der Verkehr eingestellt, aber schon im Sommer 1945 wieder aufgenommen. Allerdings gab es bereits, wie nach dem Ende des Ersten Weltkriegs, Probleme mit der Brennstoff- sowie der Ersatzteilversorgung. Entschädigungslos verstaatlicht wurde die Strecke im Frühjahr 1948; vorerst übernahmen die Thüringer Landesbahnen den Betrieb, bevor am 1. April 1949 die Deutsche Reichsbahn die Strecke übernahm. Dort trug sie die Kursbuchnummer 623; die Fahrzeit betrug mindestens 40 Minuten.
Jetzt erlebte die Bahn ihre Blütezeit. Neben den Leistungen im Güterverkehr war auch der Tourismus beachtenswert, teilweise mussten Urlauber zusätzlich im Packwagen oder in offenen Güterwaggons befördert werden. Zwar gab es in den 1960er Jahren erste Untersuchungen für einen Verkehrsträgerwechsel auf dem Abschnitt Gehren–Großbreitenbach, die für 1971 geplante Stilllegung konnte aber nicht umgesetzt werden.

### Niedergang und Stilllegung
Mit den wirtschaftlichen Veränderungen durch die Wende 1989/90 brach vor allem der Güterverkehr fast vollständig zusammen. Zudem verlängerte sich durch den schlechten Oberbauzustand die Fahrzeit im Personenverkehr immer mehr. Die Verkehrsleistungen wurden daher immer weiter ausgedünnt. Der Güterverkehr wurde am 31. Dezember 1994 eingestellt, aber am 26. Juli 1996 nochmals aufgenommen. Letzter großer Güterkunde war die Firma Wiegand-Glas, die die Glashütte in Großbreitenbach übernommen hatte. Zwar zeigten Wiegand-Glas und andere Betriebe Interesse an einem Eisenbahnanschluss, aber zu Investitionen in die Streckensanierung kam es nicht.
Der Personenverkehr endete am 26. Mai 1997, der Güterverkehr am 31. Dezember 1997. Ab dem 1. Januar 1998 war die Strecke wegen Oberbauschäden gesperrt. Offiziell stillgelegt wurde die Strecke am 30. September 1998. Bei der Stilllegung trug sie die Streckennummer 6695.
Ursächlich für die Stilllegung waren die fehlende Rentabilität und die nicht ausreichend tragfähige Brücke über die B 88 in Gehren, deren Neubau zu teuer gewesen wäre. Zwar hatte die Reichsbahn in den 1980er Jahren einen fast vollständigen Neubau geplant, dieser wurde aber nicht umgesetzt. Immerhin wurden 1988 die neuen Überbauten im Bahnhof Neustadt-Gillersdorf zwischengelagert, da es direkt bei der Brücke an Lagerkapazität fehlte. Die einbaufertigen Überbauten wurden 1999 zusammen mit den Gleisen in Neustadt-Gillersdorf verschrottet. Im September 2006 begann der Streckenrückbau zwischen Langewiesen und Gehren. Mitte 2007 wurden auch die Gleise zwischen Ilmenau und Langewiesen demontiert. Nachdem die Strecke 2008 entwidmet wurde, besiegelte der Abbruch des Viaduktes in Gehren im April 2009 das endgültige Ende der Strecke.
2011 begann der Bau des Ilm-Rennsteig-Radweges zwischen Ilmenau und Großbreitenbach, der im Wesentlichen auf der bisherigen Bahntrasse entstand. Der Radweg wurde nach seiner Fertigstellung am 25. Oktober 2013 der Öffentlichkeit übergeben.

## Streckenbeschreibung

### Verlauf

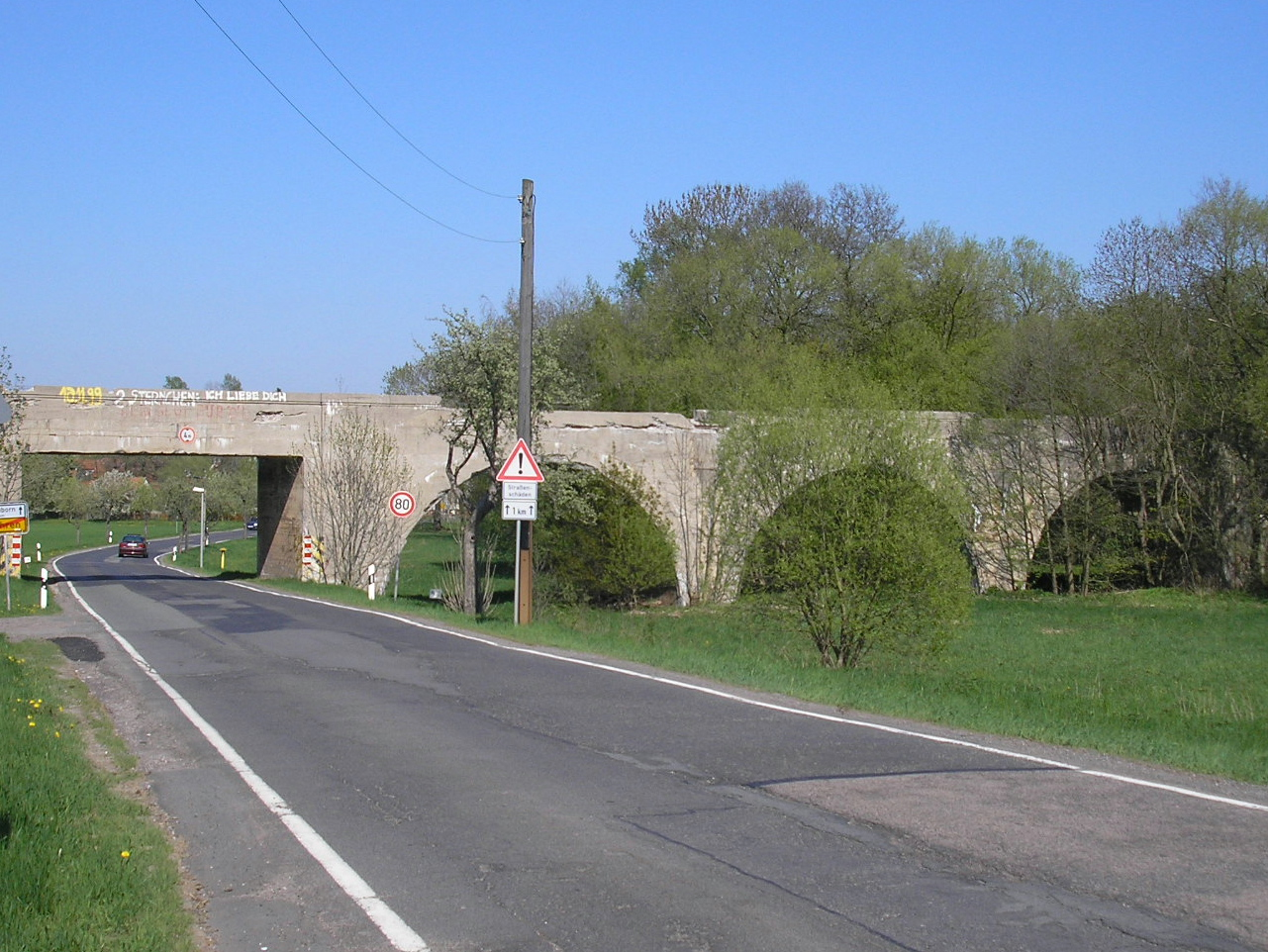
Die Brücke in Gehren (abgebrochen)

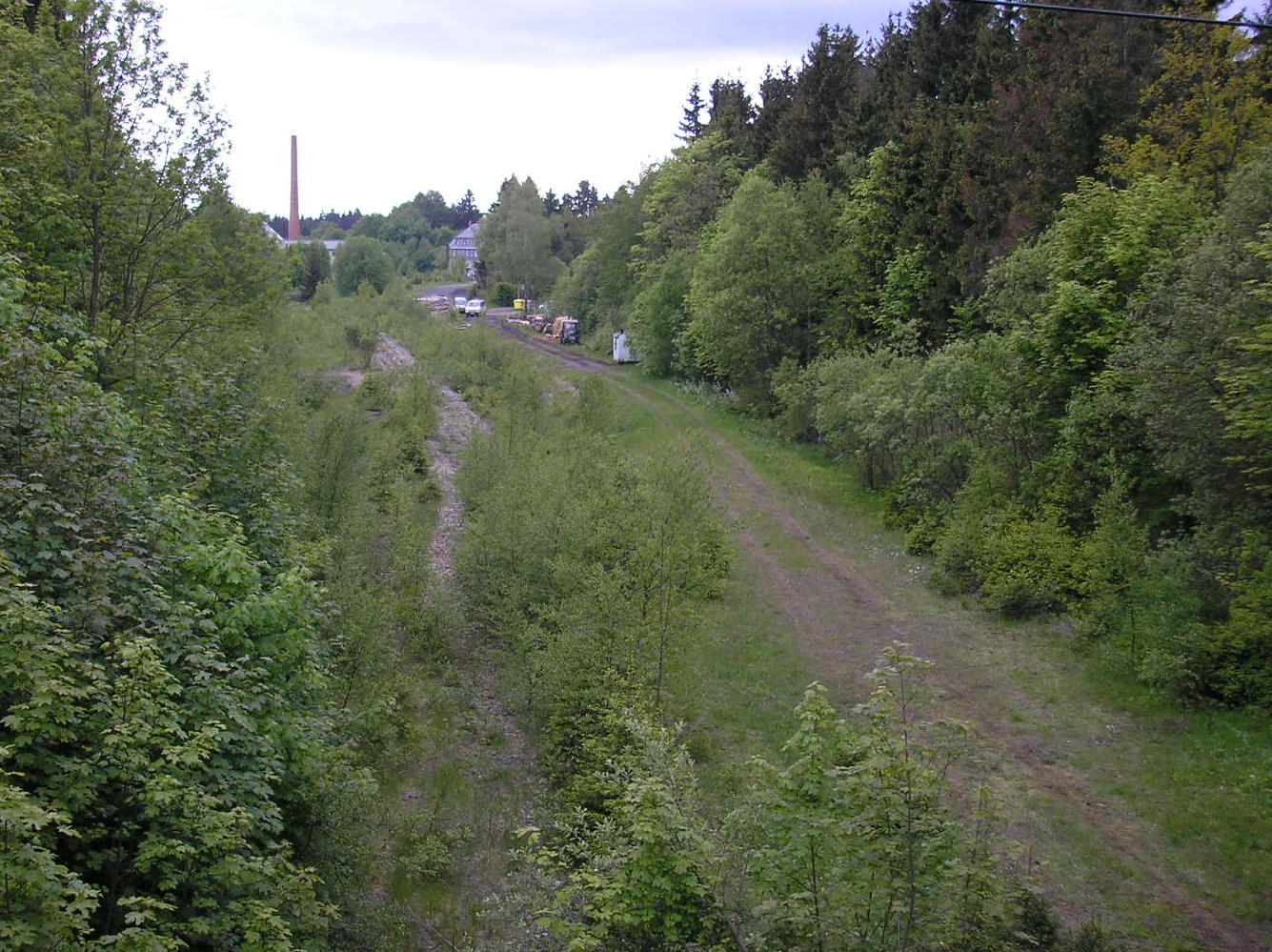
Blick in den ehemaligen Bahnhof Neustadt-Gillersdorf

Die Bahnstrecke begann am Bahnhof Ilmenau auf 478 Metern Höhe. Sie folgte in einem leichten Gefälle zunächst dem Tal der Ilm. Der nächste Haltepunkt befand sich am Grenzhammer, circa 2 km östlich des Bahnhofs. Hier verließ die Bahnstrecke das Ilmenauer Stadtgebiet. Nächster Ort an der Strecke war die Stadt Langewiesen.
Auffällig sind hier die beiden Empfangsgebäude. In Kilometrierungsrichtung steht zuerst rechts der Bahn das neuere Gebäude (erbaut 1912/13). 150 m danach folgt links das alte Empfangsgebäude. Dieses musste aufgrund der Nähe zur heutigen Bahnhofsstraße 1912/1913 geschlossen werden, da in Folge gestiegener Traktionsleistungen die Züge länger wurden und somit regelmäßig den Bahnübergang blockierten. Hinter dem Bahnhof Langewiesen verließ die Strecke das Ilmtal und führte, nun leicht ansteigend, über freies Feld weiter nach Gehren.
Die Stadt hatte zwei Bahnhalte: den Haltepunkt Gehren (Thür) Stadt im Westen und den Bahnhof Gehren (Thür) im Osten. Der Bahnhof lag östlich etwas außerhalb des Stadtkerns, um dem bestehenden Sägewerk einen direkten Eisenbahnanschluss zu gewähren. Bis 1927 war die Anlage in Gehren ein Kopfbahnhof, in dem jeder Zug Fahrtrichtungswechsel durchführen musste. Man errichtete einen neuen Streckenabschnitt, auf dem der Zug den Bahnhof ohne Wendemanöver verließ, dann östlich von Gehren einen weiten Bogen zog und schließlich südlich der Stadt wieder auf die alte Trasse stieß.
Ab Gehren verlief die – nunmehr um 1,45 km verlängerte – Strecke südwärts in Hanglage oberhalb des Tals der Wohlrose. Nächster Ort an der Bahnlinie war Möhrenbach. Am Bahnhof Neustadt-Gillersdorf an der Hohen Tanne erreichte die Strecke auf 695 Meter Höhe ihren Scheitelpunkt, die mittlere Steigung von Gehren bis hier betrug 33 ‰. Danach führte die Strecke wieder bergab zum Endpunkt Großbreitenbach. Dieser Bahnhof lag auf 663 Meter Höhe. Eine geplante Verbindung mit der Schwarzatalbahn über Oelze nach Katzhütte wurde aufgrund der schwierigen topografischen Gegebenheiten nicht mehr realisiert.

### Bahnhöfe

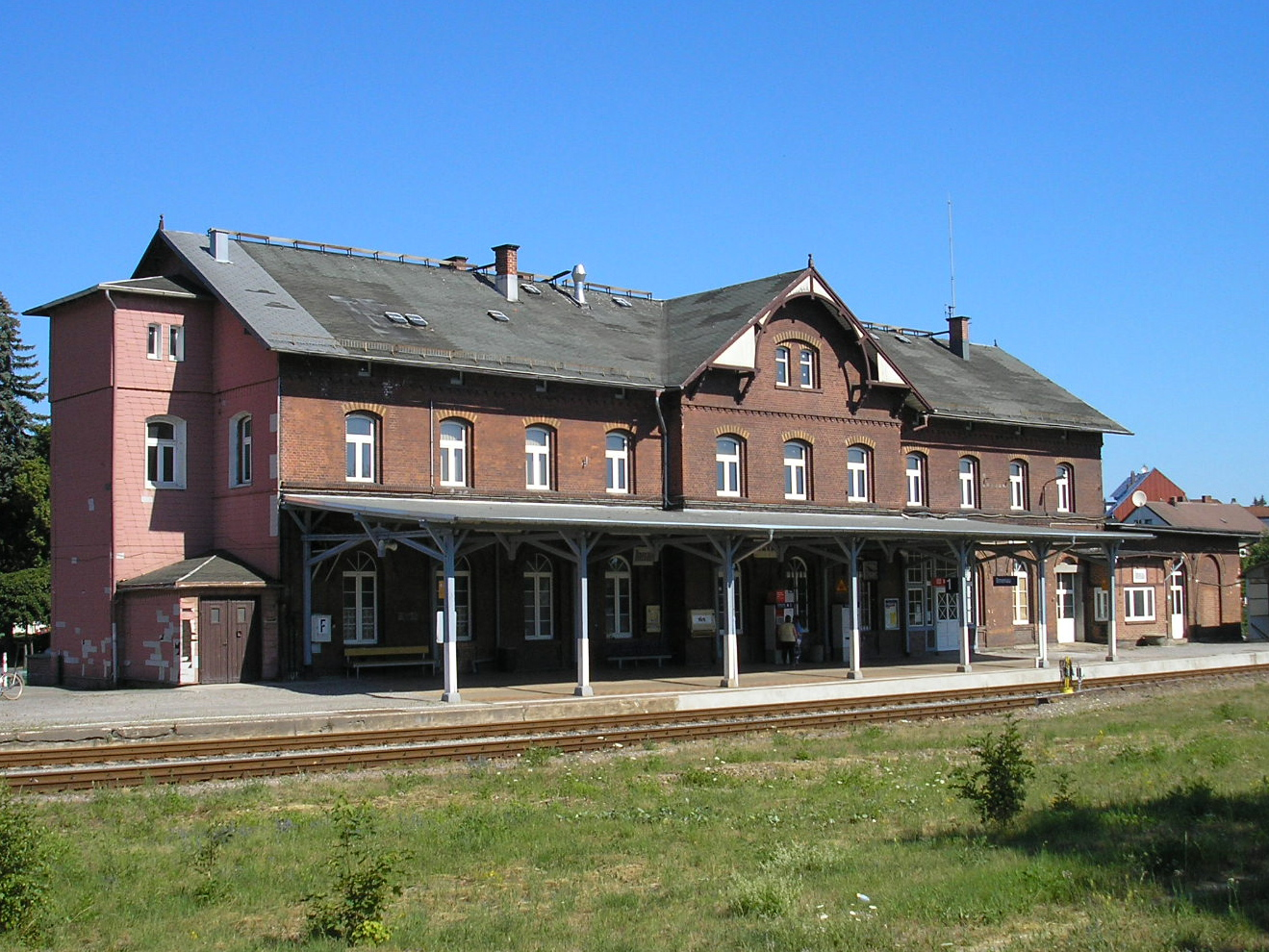
Ilmenau
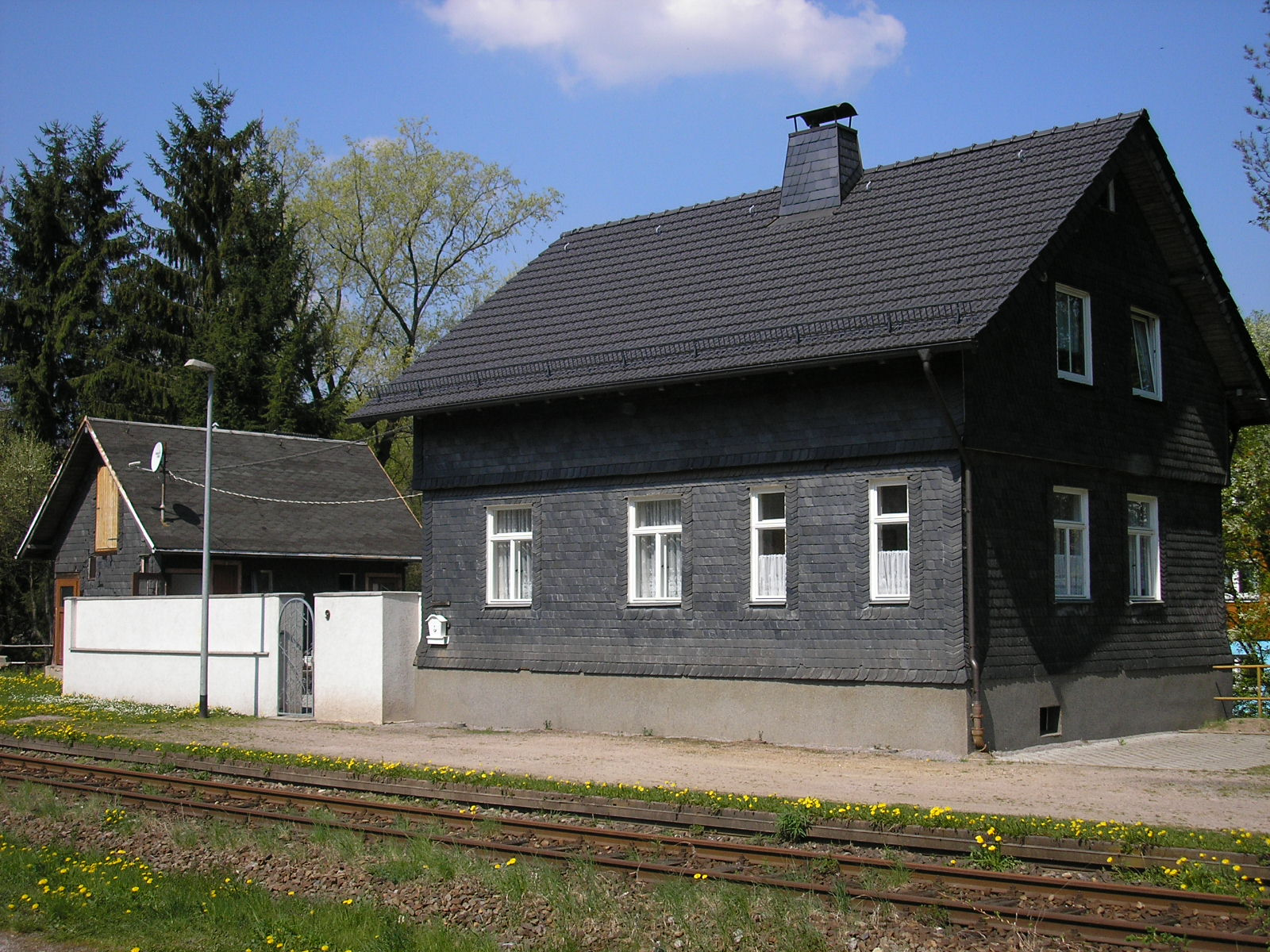
Grenzhammer
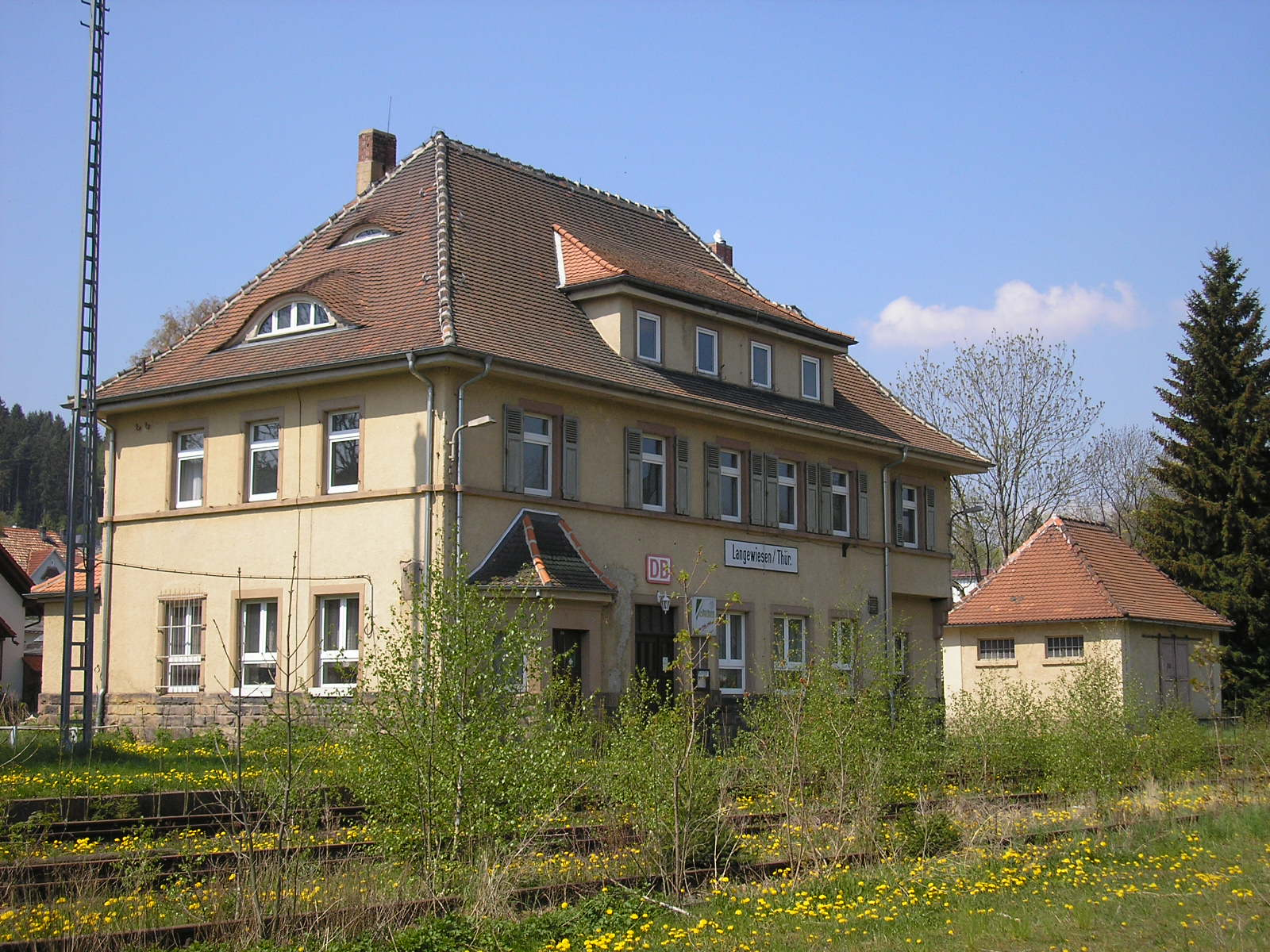
Langewiesen
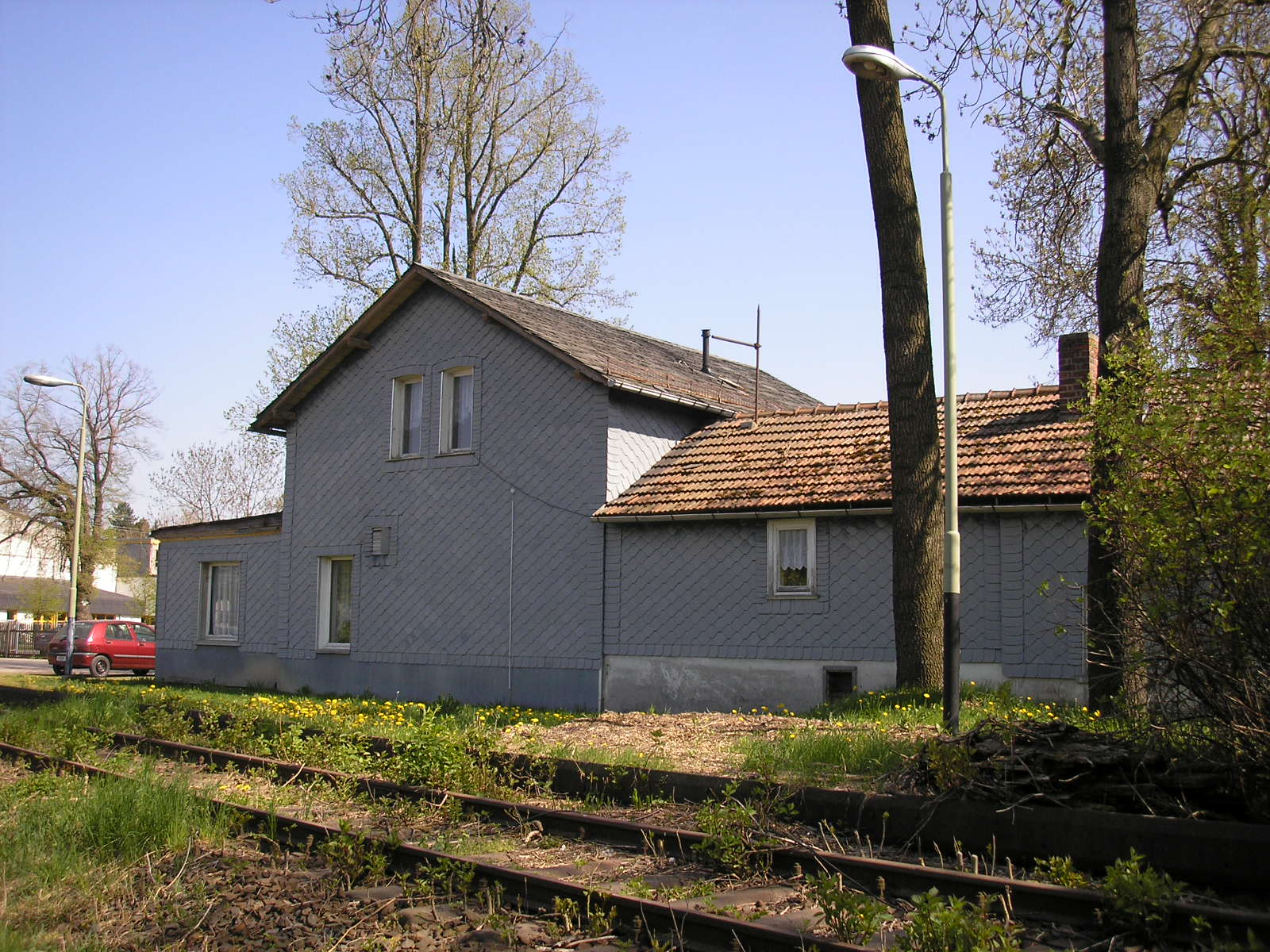
Gehren Stadt
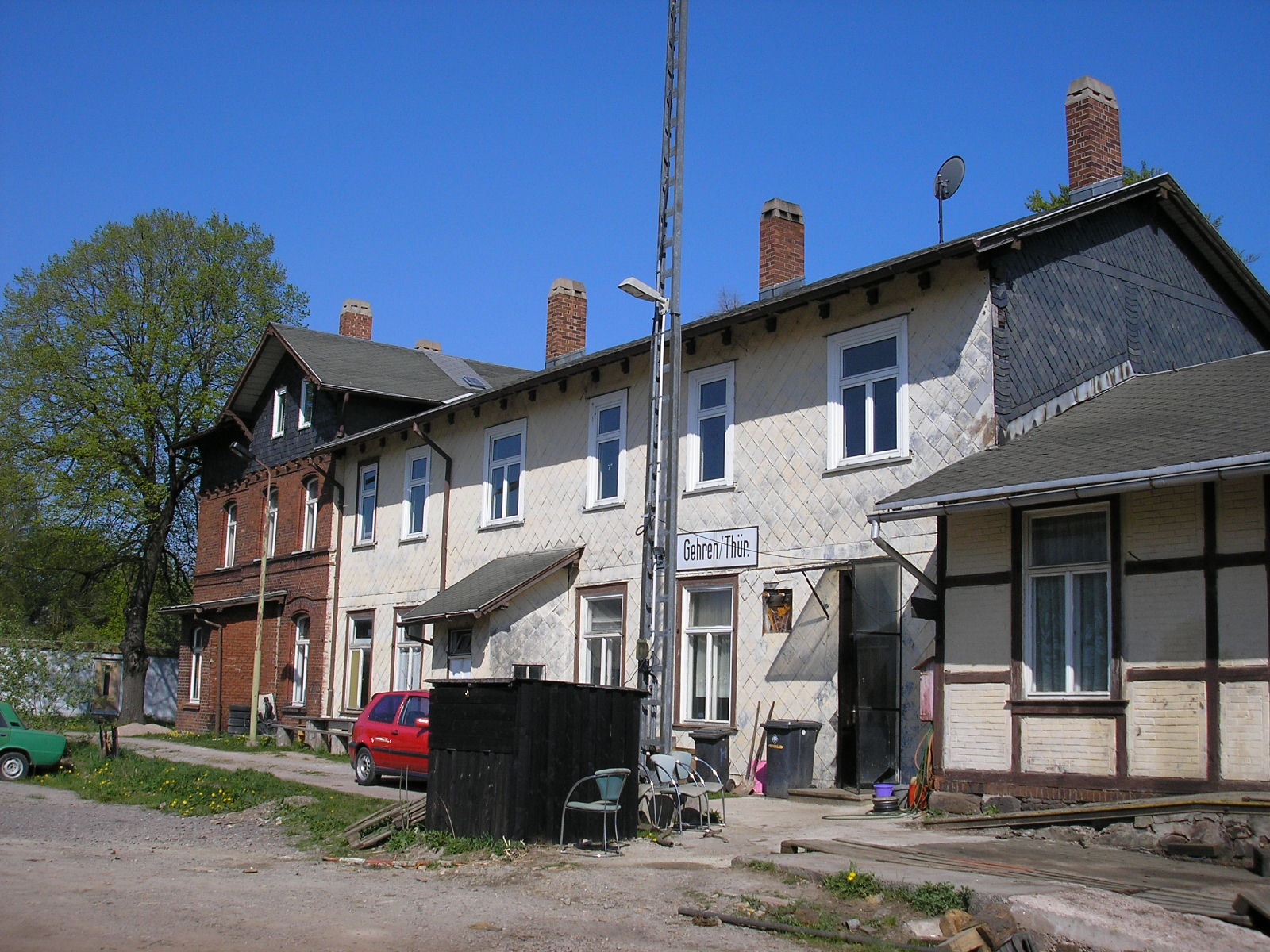
Gehren
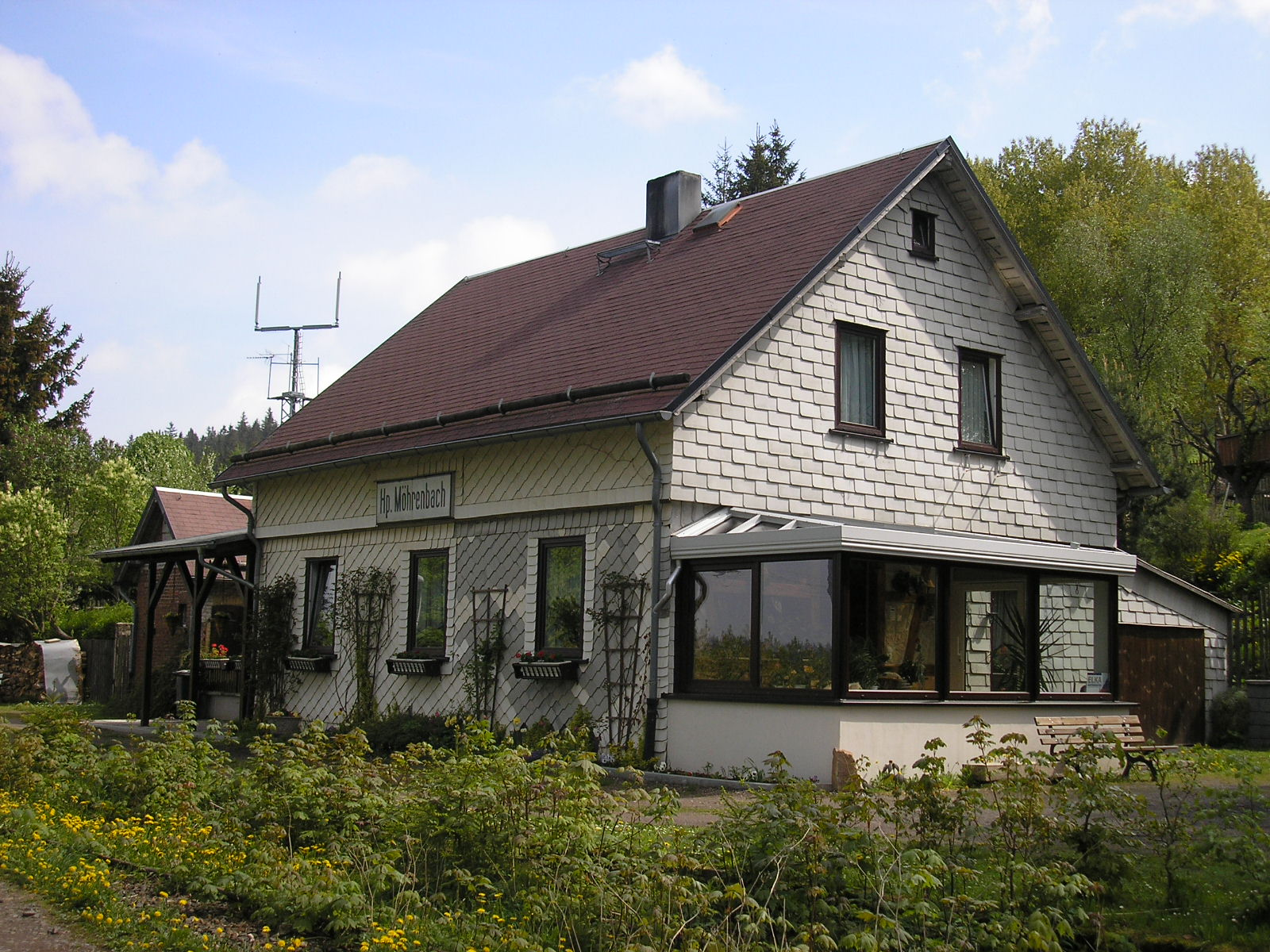
Möhrenbach
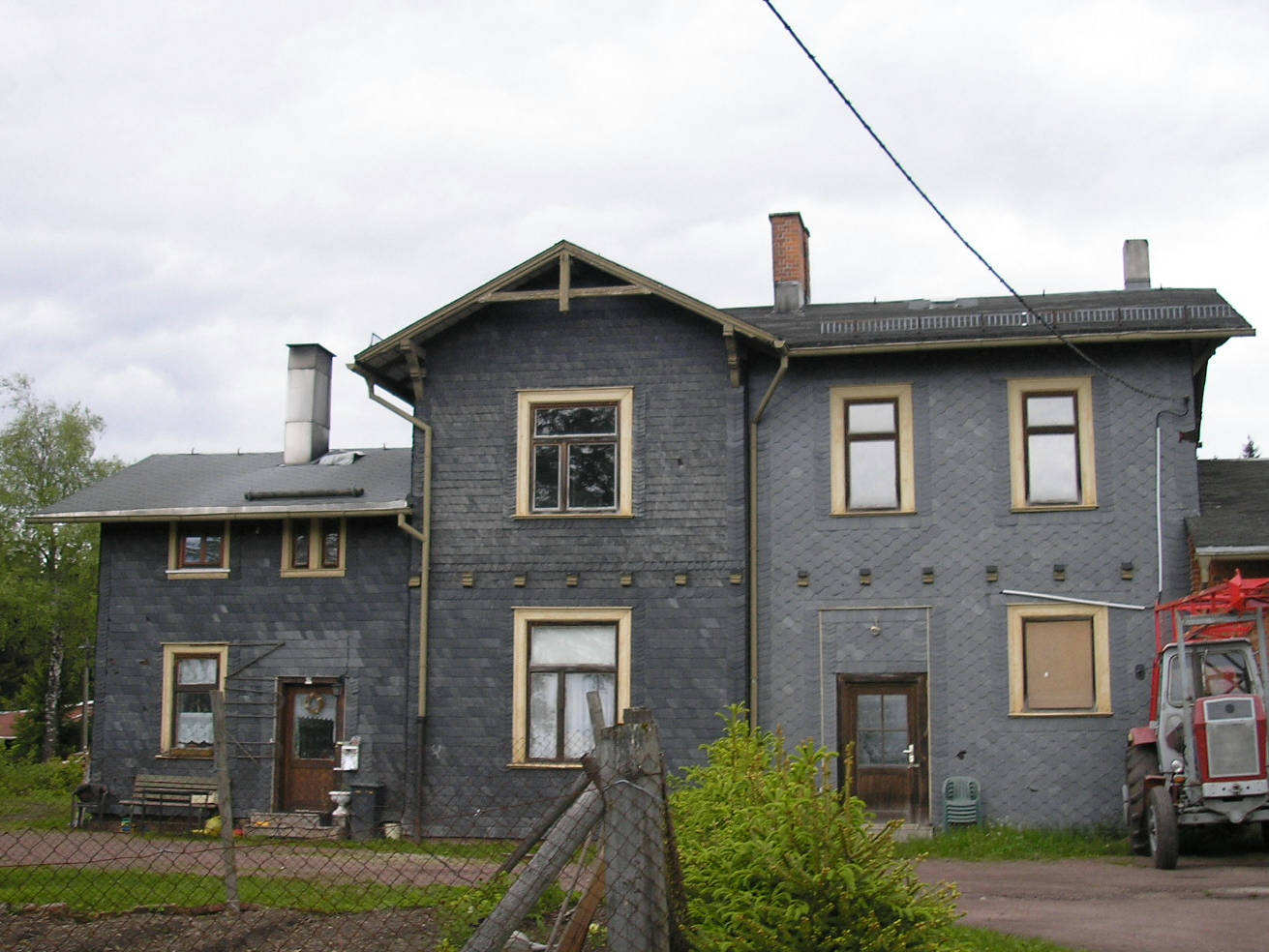
Neustadt-Gillersdorf
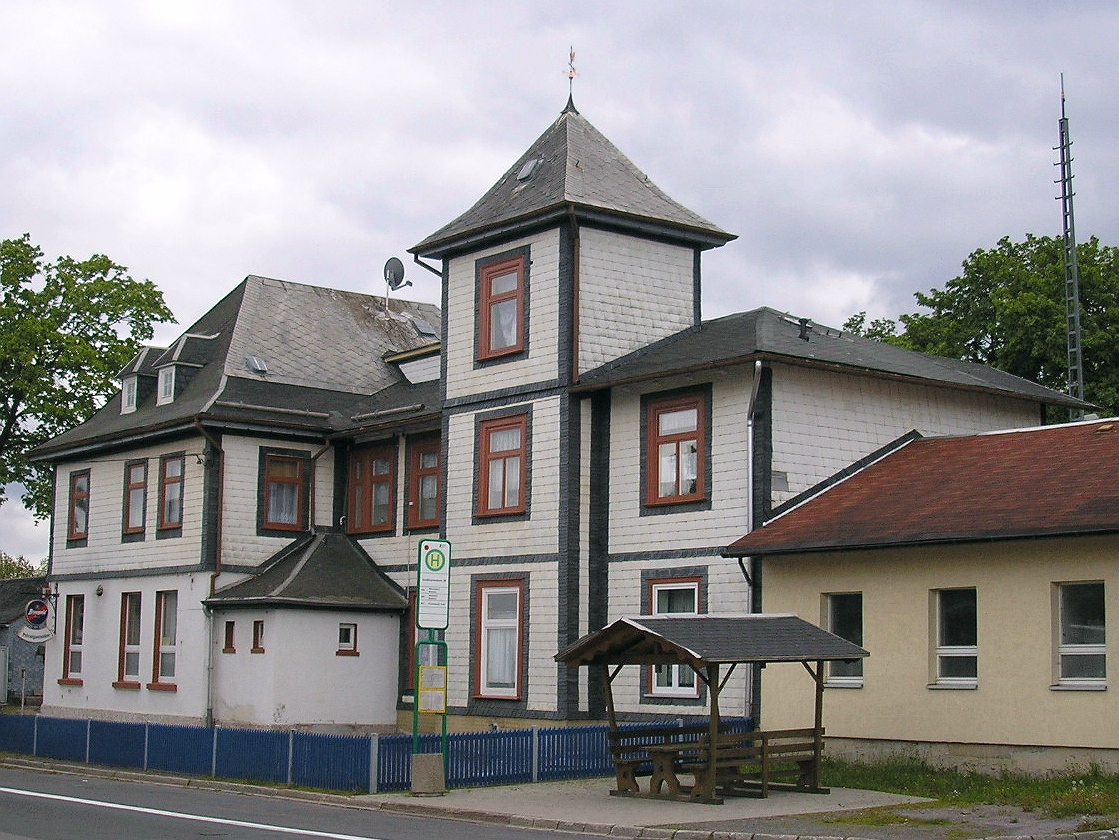
Großbreitenbach

## Fahrzeugeinsatz

### Während der Privatbahnzeit
Bachstein beschaffte für die Strecke Ilmenau–Gehren zwei C-Kuppler von Henschel, die die Namen CARL GÜNTHER (benannt nach dem gleichnamigen Fürsten von Schwarzburg-Sondershausen) und GEHREN erhielten. Mit der Eröffnung der Verlängerung wurde mit der BREITENBACH eine dritte baugleiche Maschine angeschafft. Zwei Maschinen wurden für den Betriebsdienst benötigt, die dritte diente als Reserve für die Strecken Arnstadt–Ichtershausen, Hohenebra–Ebeleben, Ilmenau–Großbreitenbach und Wutha–Ruhla.
Da die Zuglasten immer mehr stiegen, waren die C-Kuppler bald überfordert. Daher kaufte man 1900 eine vierachsige Mallet-Lokomotive von Grafenstaden. 1905 kam eine gebrauchte Mallet und 1907 nochmals eine neue von Jung hinzu, im Gegenzug wurden die C-Kuppler an andere Bahnstrecken abgegeben.
In den 1920er Jahren kam es unter der Leitung der SEG zu weiteren Veränderungen. So wurden 1922 zwei gebrauchte T 7 der Preußischen Staatseisenbahnen in Betrieb genommen. Diese nur übergangsweise eingesetzten Fahrzeuge wurden nach dem Zugang dreier weiterer Mallets 1926 wieder abgestellt. 1924 wurden zwei gebrauchte Mallets von der Halle-Hettstedter Eisenbahn-Gesellschaft erworben; die dritte folgte 1926 ebenfalls von der Halle-Hettstedter Eisenbahn-Gesellschaft. Zudem lieferte Hanomag 1924 einen D-Kuppler. In den 1930er Jahren kamen nochmals drei neue Dampfloks, diesmal wieder von Henschel, auf die Strecke. Die ältesten Mallets wurden daraufhin schrittweise entweder an andere SEG-Bahnen abgegeben oder verschrottet. Letzte Neubeschaffung war die Nr. 400, die speziell für die SEG konstruiert wurde.

### Nach der Verstaatlichung
Nach dem Zweiten Weltkrieg waren noch vier Dampfloks vorhanden, doch da es an einsatzfähigen Fahrzeugen mangelte, kam es häufig zu Umstationierungen. Die Lokomotiven wurden immer dort eingesetzt, wo der Lokmangel gerade am größten war. So kamen auf der Strecke Ilmenau–Großbreitenbach zahlreiche Lokomotiven anderer ehemaliger Klein- und Privatbahnen zum Einsatz. Erst mit dem Zugang der Baureihe 94.5–17 Anfang der 1950er Jahre konnte der ständige Lokwechsel beendet werden. Diese Loks waren aber für den Oberbau ungeeignet und verursachten zahlreiche Schäden. Daher wurden sie bald durch die besser geeignete Baureihe 93.5–12 ersetzt.
Der weitere Anstieg der Transportleistungen überforderte auch die Baureihe 93.5–12. Nach zwischenzeitlichen Versuchen mit der Baureihe 50 wurde 1956 in der Baureihe 65.10 eine ideale Maschine gefunden. Allerdings war auch die Baureihe 93.5–12 noch bis in die 1960er Jahre auf der Strecke im Einsatz.
Mitte der 1970er Jahre erfolgte ein Traktionswandel, als Diesellokomotiven der Baureihe 118 nach und nach die Dampflokomotiven ablösten. 1995 wurde diese Baureihe durch Loks der Baureihen 202 und 204 ersetzt, die bis zur Stilllegung den Zugdienst übernahmen.